# Борисенко, Пётр Владимирович
Пётр Влади́мирович Борисе́нко (род. 22 декабря 1975 года, Москва) — российский актёр оперетты и певец (тенор), Заслуженный артист России (2021), солист Московского театра оперетты.

## Биография
Пётр Владимирович Борисенко родился 22 декабря 1975 года в Москве.
В 1998 году окончил факультет музыкального театра РАТИ-ГИТИС (1993—1998), курс заслуженного деятеля искусств РФ, профессора А. А. Бармака, педагоги по вокалу народный артист РСФСР, профессор А. А. Григорьев и заслуженная артистка РСФСР, доцент Л. А. Ермакова.
1 августа 1998 года принят в Московский государственный академический театр оперетты, где работает по сей день. В репертуаре (сезон 2024-2025):  Альфред, Фальк «Летучая мышь» И.Штрауса, Фери «Королева Чардаша» ,Барон де Кревельяк «Мистер Икс» И.Кальмана, Маркиз Рикардо «Собака на сене» А.Клевицкого, Досужев «Доходное место» Г.Гладкова, Король «Золушка» А.Семенова, Мерлин «Король Артур» Г.Шайдуловой, Князь Собакин "Каприз Императрицы"М.Дунаевского, Король Анри «Куртизанка» А. Журбина, Арчибальд Зепп  "Веселая вдова "Ф. Легара
Лауреат специальной премии жюри 9-го Международного конкурса артистов оперетты им. Ф. Легара (Комарно, Словакия), 2010
Обладатель Гран-При и Приза зрительских симпатий 3-го Международного конкурса молодых артистов оперетты «ОпереттаLand» (Москва, Россия), 2010
С 2013 — руководитель курса актеров музыкального театра, преподаватель мастерства актера МГТУ-МАСИ (с 2023-доцент).
Член Союза театральных деятелей с 2002 года. Член комиссии Союза театральных деятелей Российской Федерации по музыкальным театрам (оперетта/мюзикл) с 2025 года.

## Актерские работы
Учебный театр РАТИ(ГИТИС):
- 1996 — А.И.Писарев, водевиль «Хлопотун, или дело мастера боится»- Репейкин
- 1997 — Н. А. Римский-Корсаков, «Царская невеста»- Елисей Бомелий
- 1998 — Дж. Верди «Травиата» -Альфред Жермон

Театр «Московская оперетта»:
- 1998 — Принцесса цирка (И.Кальман) — Тони Бонвиль (ввод,17 сентября-дебют)
- 1998 — Сокровища капитана Флинта (Б. Савельев) — доктор Ливси (ввод)
- 1998 — Королева чардаша (И. Кальман) — молодой аристократ (ввод)
- 1998 — участие в юбилейном вечере «70 лет Московской оперетте»
- 1998 — Весёлая вдова (Ф. Легар) — мажордом (ввод)
- 1998 — Летучая мышь (И. Штраус) — помощник дежурного (ввод)
- 1999 — Королева чардаша (И. Кальман) — Бони, граф Каучиано фон Морово (ввод)
- 1999 — Принцесса цирка (И. Кальман) — Маркиз Д Обри (ввод)
- 1999 — Летучая мышь (И. Штраус) — Альфред (ввод)
- 1999 — Крепостная актриса — Холопка (Н. М. Стрельников) — Митрусь (ввод)
- 1999 — участие в юбилейном вечере Т. И. Шмыги
- 2000 — Весёлая вдова (Ф. Легар) — Камилл де Россильон (ввод)
- 2000 — Марица (И. Кальман) — Коломан Зупан
- 2001 — ГреховодникЪ (А. В. Чайковский) — Васька Шустрый (премьера)
- 2001 — «Большой канкан», концертная программа (ведущий, участник концерта)
- 2002 — «Большой кордебалет», концертная программа (ведущий, участник концерта)
- 2002 — Фиалка Монмартра (И. Кальман) — Рауль Делакруа, художник (премьера)
- 2003 — участие в юбилейном вечере «75 лет Московской оперетте»
- 2004 — Сильва (И. Кальман) — Бони (премьера)
- 2004 — участие в концерте «Татьянин день» — 75 лет Т. И. Шмыги
- 2004 — участие в юбилейном вечере С. П. Варгузовой «Примадонна»
- 2005 — Моя прекрасная леди (Ф. Лоу) — Фредди Эйнсфордхилл (премьера)
- 2005 — 15-17 апреля 2005 «Большой Канкан» в Донецке, концертная программа (участник концерта)
- 2006 — Парижская жизнь (Ж. Оффенбах) — Рауль Гардефе, поэт (премьера)
- 2006 — декабрь- «Большой канкан» в Санкт-Петербурге в ДК «Выборгский»
- 2007 — Золушка (А. Семёнов) — Принц (премьера)
- 2008 — Мистер Икс (И. Кальман) — Тони Бонвиль
- 2008 — участие в юбилейном вечере композитора А. Л. Кремера
- 2009 — участие в юбилейном концерте 80-летие Т. И. Шмыги
- 2010 — участие в концерте-бенефисе Л. Я. Амарфий «Лилия» 22.01.2010 (ведущий, участник концерта)
- 2010 — участие в концерте-бенефисе Ю. П. Веденеева «Премьер-Лига» 14.12.2010 (участник концерта)
- 2011 — Графиня Марица (И. Кальман) — Зупан (премьера)[7]
- 2011 — Орфей в аду (Ж. Оффенбах) — Орфей (премьера)[8]
- 2011 — участие в Вечере памяти народной артистки России Л. Я. Амарфий «Лилия» 08.11.2011 (ведущий, участник концерта)
- 2012 — участие в Вечере памяти, посвященном народной артистке СССР Т. И. Шмыге 21.01.2012
- 2012 — Фанфан-тюльпан (А. Семёнов) — Капитан де Ля Улетт (премьера)[9]
- 2012 — 13.12.2012 участие в Юбилейном вечере «Московской оперетте — 85!»
- 2013 — Фея карнавала (И. Кальман) — Франц[10]
- 2013 — Бал в «Savoy» (П. Абрахам) — Помероль
- 2014 — GRAND канкан, концертная программа (ведущий, участник концерта)
- 2014 — Весёлая вдова (Ф. Легар) (капитальное возобновление) — Камилл де Россильон
- 2014 — «Оперетта-любовь моя» гала-концерт в г. Сосновый Бор (участник концерта)
- 2015 — 19.03.2015 участие в Юбилейном вечере С. П. Варгузовой и Ю. П. Веденеева «Дуэт на все времена»
- 2015 — Фиалка Монмартра (И. Кальман) (капитальное возобновление) — Рауль Делакруа, художник
- 2015 — 01.10.2015 участие в Юбилейном вечере Г. В. Васильева «Оперетта навсегда!»
- 2015 — Летучая мышь (И. Штраус) (капитальное возобновление) — Альфред (премьера)
- 2016 — Баядера (И. Кальман) — Наполеон (премьера)[11]
- 2017 — 24.11.2017 участие в Юбилейном вечере «Московскому театру оперетты — 90!»
- 2018 — Собака на сене (А. Клевицкий) — Маркиз Рикардо (премьера)[12]
- 2018 — Мистер Икс (И. Кальман) — Барон де Кревельяк (ввод)
- 2019 — Доходное место (Г. Гладков) — Досужев[13]
- 2019 — 9.07.2019 GRAND канкан в Юрмале, концертная программа (участник концерта)[14]
- 2021 — Куртизанка (А. Журбин) — Король Анри[15]
- 2021 — Королева Чардаша (И. Кальман) — Фери[16]
- 2021 — Король Артур (Г.Шайдулова) — бенефис н.а. России Г.Васильева — Мерлин (ввод)
- 2021 — Золушка (А. Семёнов) — Король(ввод)
- 2022 — Фиалка Монмартра (И. Кальман) — Бруйар, директор театра (ввод)
- 2022 — Летучая мышь (И.Штраус) — Фальк, директор театра (ввод)
- 2022 — Каприз Императрицы (М.Дунаевский) — Князь Собакин (премьера)[17]
- 2023 — Веселая вдова (Ф.Легар) — Арчибальд Зепп, продюсер киностудии "Арчи Пикчерз" (премьера)[18]
- 2024 — Мистер Икс (И.Кальман) — Барон Гастон де Кревельяк (премьера)[19]
- 2024 — участие в юбилейном вечере н.а.РСФСР С.П.Варгузовой " PRIMADONNA" 27.11.24 [20]
- 2025 — Фиалка Монмартра (И.Кальман) — Франсуа (премьера)[21][22]

Роли в антрепризе:
- Сильва (И. Кальман) — Эдвин, Бони, Фери, Мишка
- Марица (И.Кальман) — Зупан
- Мадемуазель Нитуш (Ф.Эрве) — Шамплантро
- Красотка кабаре (И. Кальман) — Геза Герчек[23]
- Баядера (И. Кальман) — Принц Раджами, Наполеон
- Принцесса цирка (И. Кальман) — Тони Бонвиль
- Мистер ИКС (И.Кальман) — Барон Де Кревельяк
- Большой вальс (И. Штраус) — Наследный принц Луарии Альберт фон Ротенберг[24]
- Цыганский барон (И. Штраус) — Сандор Баринкай, Оттокар
- Летучая мышь (И. Штраус) — Генрих Айзенштейн, Фальк, Орловский, Альфред, Лакей на балу
- Сказки Венского леса (И. Штраус) — Эдвард, Официант
- Новые Сказки Венского леса (И.Штраус) — Пауль Штайнер
- Заколдованная принцесса (сказка для детей на музыку И. Штрауса) — Рыцарь
- Граф Люксембург (Ф. Легар) — Рене Люксембург, Бриссар
- Весёлая вдова (Ф. Легар) — Камилл Россильон
- Свадьба в Малиновке (Б.Александров) — Андрейка
- Крепостная актриса — Холопка (Н. М. Стрельников) — Андрей Туманский
- Остров Сокровищ (Б. Савельев) — доктор Ливси
- Тетка Чарлея (О. Фельцман) — Баббс, Джек Чесней
- Ханума (А.Цагарели, Г.Канчели) — Акоп

Концертные программы, события, разное:
- 1999 — Концертная программа с Татьяной Шмыгой
- 2000 — Концертная программа в Австралии(Сидней,Мельбурн) с С.Алимпиевым и Е.Ионовой
- 2001 — Концертная программа с Губернаторским оркестром русских народных инструментов(худ.рук. -засл.арт. РФ Г. И. Перевозникова) г.Череповец
- 2003 — Концертная программа «Золотые хиты мирового мюзикла» в рамках гастролей по России с Л.Амарфий
- 2004 — Концертная программа в рамках гастролей в США «Золотые оперетты мирового классического репертуара»(Нью-Йорк,Нью-Джерси,Филадельфия,Балтимор,Детройт,Чикаго,Денвер,Лос-Анджелес,Сан-Франциско,Сан-Диего,Хьюстон,Майами)[25]
- 2004 — участие в открытии 2-х Дельфийских Молодёжных игр (г. Кишинёв) с Л. Я. Амарфий
- 2004, 2007, 2010 — выступления в Представительствах Россотрудничества в Берлине (Германия), Вене (Австрия) и Братиславе (Словакия)
- 2006 — 3 апреля Концертная программа «Этот блистательный мир оперетты!» в Киноклубе «Эльдар» при участии Л.Амарфий, Ф.Чеханкова, А.Каминского
- 2010 — Концертная программа «Виват, оперетта!» в сопровождении Заслуженного коллектива Республики Беларусь «Гродненская капелла» (дирижер- засл.арт. РБ В. Н. Бормотов) при участии засл.арт. РФ С.Криницкой в г. Гродно и г. Витебске
- 2011 — участие в 5-м Русском Бале в Вене (Австрия) и 1-м Русском Бале в Братиславе (Словакия)
- 2011 — 31 марта 2011 Творческий вечер в Театральном музее имени А. А. Бахрушина из Цикла «Оперетта — любовь моя»[26]
- 2011 — участие в IV Международном фестивале музыкального искусства «Филармониада» в г. Казани с 5 по 14 декабря 2011 года
- 2011 — Концертная программа «Оперетта — любовь моя» в сопровождении Заслуженного коллектива Республики Беларусь «Гродненская капелла»(дирижер- засл.арт. РБ В. Н. Бормотов) при участии засл.арт. РФ С.Криницкой в г. Гродно и г. Витебске
- 2011 — Концертная программа, посвященная творческому юбилею засл.арт. РФ Е.Сафроновой с Губернаторским симфоническим оркестром п/у В.Каширского в Пензенской Филармонии
- 2012 — 09 апреля 2012 Творческий вечер «Оперетта — миг волшебный» в Центральном доме актёра имени А. А. Яблочкиной[27]
- 2012 — 19 мая 2012- Концертная программа у Бородинской панорамы
- 2012 — участие в совместном концерте звезд Софийской и Московской оперетты, посвященном Дню Города и празднику Веры, Надежды, Любви и матери их Софьи в г. София (Болгария) 17 сентября 2012 года
- 2012 — участие в V юбилейном Международном фестивале музыкального искусства «Филармониада» в г. Казани со спектаклем И. Штрауса «Сказки Венского леса»
- 2012 — Запись ТВ-программы «Романтика романса» при участии оркестра МТО (дирижер К.Хватынец)
- 2013 — 8 и 9 марта Праздничные концерты в концертном зале Иркутской областной филармонии при участии Губернаторского симфонического оркестра(дирижер- засл.деят.искусств РФ И. Лапиньш)
- 2013 — 8 мая 2013 участие в гала-концерте в Белорусском государственном академическом музыкальном театре в рамках Международного творческого проекта «Наталия Гайда приглашает…»
- 2013 — 05.02.2013, Концерт к 130-летию Имре Кальмана в БЗК им. П. И. Чайковского (при участии солистки Московской оперетты Светланы Криницкой и солистов Будапештского театра оперетты Сильви Сенди (Szendy Szilvi) , Кароя Пеллера (Peller Károly и Женского симфонического оркестра п/у Ксении Жарко)
- 2013 — 7.02.2013 Концерт в Нижегородской филармонии в рамках Дней Венгрии в Нижнем Новгороде (при участии солистки Московской оперетты Светланы Криницкой и солистов Будапештского театра оперетты Сильви Сенди (Szendy Szilvi) , Кароя Пеллера (Peller Károly), дирижер- Ксения Жарко)
- 2014 — 17.03.2014, Концерт «Большой вальс» в Московском международном доме Музыки (при участии солистки Московской оперетты Светланы Криницкой)
- 2014 — 19.12.2014 Концерт «Магия оперетты» в Российском национальном музее музыки им. М. И. Глинки с С.Криницкой
- 2015 — 06.06.2015, Концерт в БЗК к 25-летию института Балашши Венгерского культурного центра в Москве(при участии солистки Московской оперетты Светланы Криницкой и солистов Будапештского театра оперетты Сильви Сенди (Szendy Szilvi) ,Кароя Пеллера (Peller Károly) и Женского симфонического оркестра п/у Ксении Жарко)
- 2015 — Концертное исполнение оперетты И.Кальмана «Фиалка Монмартра» с Государственной академической симфонической капеллой России п/у В.Полянского в Светлановском зале Дома Музыки- Рауль Делакруа
- 2016 — 19.04.2016 Концерт в Иркутской областной филармонии при участии С.Криницкой, А.Каминского и Губернаторского симфонического оркестра(дирижер- В.Шелепов)
- 2016 — 25 ноября — Концертная программа, посвященная творческому юбилею засл.арт. РФ Е.Сафроновой с Губернаторским симфоническим оркестром п/у В.Каширского в Пензенской Филармонии[28]
- 2017 — 15 февраля — «Букет цветов из Ниццы» -творческий вечер С.Криницкой и П.Борисенко в Малахитовом зале Центрального Дома ученых
- 2018 — 23,24 марта 2018-Концерты в Корее(Andong, Seoul) с Prime Philharmonic orchestra (дирижер Ксения Жарко)[29]
- 2018 — август, серия концертов «Дачное Царицыно» в Музее-заповеднике «Царицыно» ко Дню города Москвы[30]
- 2019 — 07.10.2019, Концерт Венгерская & Советская оперетта в БЗК(при участии солистки Московской оперетты Светланы Криницкой и солистов Будапештского театра оперетты Сильви Сенди (Szendy Szilvi) ,Кароя Пеллера (Peller Károly) и Женского симфонического оркестра п/у Ксении Жарко)[31]
- 2019 — сентябрь, Концерт ко Дню города в Кусково
- 2019 — член жюри 2 Всероссийского музыкального конкурса «Вокальный триумф»
- 2019 — 31 декабря, Концерт в Смоленской Филармонии с Оркестром народных инструментов им. В. П. Дубровского (дирижер И.Каждан)[32]
- 2020 — 13 января, Концерт в Смоленской Филармонии с Оркестром народных инструментов им. В. П. Дубровского (дирижер И.Каждан)[33]
- 2020 — март, Вечер памяти Л. Я. Амарфий в Большом зале Дома актера
- 2020 — 28.09.2020, «Веселый вечер в оперетте» концерт в БЗК (при участии Женского симфонического оркестра п/у Ксении Жарко)[31][34]
- 2021 — апрель, Концерт-гала «Оффенбах» в КЗ им. П. И. Чайковского с Государственной академической симфонической капеллой России п/у В.Полянского[35]
- 2021 — Член музыкального жюри Национальной театральной премии «Золотая маска»[36]
- 2021 — Член жюри III Международного театрально-музыкального фестиваля и конкурса вокалистов «Эолова Арфа»[37]
- 2022 — 9 апреля диктатор Тотального диктанта 2022 на площадке АНО ВО МИТУ-МАСИ[38]
- 2022 — 18 мая, Юбилейное шоу С.Варгузовой и Ю.Веденеева "Секреты звездного дуэта" в Доме Актера (Москва)[39]
- 2022 — 15 сентября, Праздничный концерт к 10-летию Женского симфонического оркестра п/у Ксении Жарко в БЗК при участии Л.Долиной, Д.Харатьяна,Е.Мечетиной, Г.Казазяна, С.Криницкой, П.Иванова, М.Пурыжинского[40][41]
- 2022 — 19 декабря, И.Штраус «Летучая мышь». Оперетта в концертном исполнении в БЗК (партия Альфреда). Хор и оркестр Государственной академической симфонической капеллы России. Дирижёр — Дмитрий Крюков[42]
- 2023 — 15-18 марта, член жюри XII Международного фестиваля "Театральные ассамблеи" (г. Балашиха) [43]
- 2023 — 15 мая, Творческая встреча со студентами Гуманитарного факультета МИТУ-МАСИ [44][45]
- 2023 — 10 сентября, Творческая встреча со зрителями в Московском театре оперетты[46][47][48]
- 2023 — 12-15 сентября, член комиссии по мониторингу творческого состава артистов-вокалистов(солистов) Ставропольского государственного театра оперетты(г. Пятигорск), мастер-класс по актерскому мастерству[49][50]
- 2024 — член жюри Международного конкурса- фестиваля "Достижение". 22 сентября-г.Тюмень, 29 сентября-г.Самара
- 2024 — 2 ноября, 50-летие спектакля МТО «Летучая мышь»( реж.Г.П.Ансимов)[51], Альфред-П.Борисенко (25 лет в роли)
- 2025 — 16 марта, поздравление коллектива Ивановского музыкального театра с 90-летием.[52]
- 2025 —  17-25 мая, XXVI Международный Фестиваль «Славянские театральные встречи» в Брянском областном театре драмы им. А.К.Толстого- эксперт Фестиваля[53]
- 2025 — 8 июня, член жюри Международного конкурса- фестиваля "Летний заряд" (Уфа)

Другие театры:
2002 — Татарский Академический Государственный театр оперы и балета им. М. Джалиля
(И. Штраус «Летучая мышь» — Альфред, И. Кальман «Сильва» — Бони).
2007— 2008 — Новосибирский Государственный Академический театр оперы и балета
(В.Дашкевич «Ревизор» — Хлестаков, мировая премьера 11 июля 2007 года)
2008 — Красноярский театр оперы и балета им. Д.Хворостовского (В.Дашкевич «Ревизор» — Хлестаков) в рамках гастролей НГАТОиБ
2011 — Краснодарский музыкальный театр (И. Штраус «Летучая мышь» — Альфред)
2011 — Государственный театр Оперы и Балета Республики КОМИ (И. Кальман «Сильва» — Бони)
2012 — Саратовский академический театр оперы и балета (Ф. Легар «Веселая вдова» — Камилл) в рамках 25-го юбилейного Собиновского фестиваля
2012 — 2015 — Краснодарский музыкальный театр (И. Штраус «Цыганский барон» — Сандор Баринкай)
2013 — Магнитогорский театр оперы и балета (И. Кальман «Сильва» — Эдвин) в рамках Седьмого международного фестиваля «Вива Опера» 2013 года.
2014 — 2019 — Алтайский государственный музыкальный театр (И. Кальман «Сильва» — Эдвин) — премьера спектакля
2015 — Алтайский государственный музыкальный театр (И. Штраус «Летучая мышь» — Генрих Айзенштайн)
2017 — Краснодарский музыкальный театр (Н. М. Стрельников «Холопка» — Андрей Туманский)
2018 — Чувашский государственный театр оперы и балета (И.Штраус «Летучая мышь» — Генрих Айзенштейн) в рамках Х Фестиваля оперетты
2022 — Хабаровский краевой музыкальный театр (И.Кальман «Сильва» — Бони)
2024 — Смоленская областная филармония ( "На балу у князя Орловского" по мотивам оперетты И.Штрауса «Летучая мышь» — Генрих Айзенштайн)

## Постановки
МГТУ-МАСИ:
2015 — " Это нужно не мертвым, это надо живым" вокально-драматическая композиция к 70-летию Победы в ВОВ
2016 — О.Фельцман, Ю.Хмельницкий оперетта "Здравствуйте, я ваша тётя" по пьесе Б.Томаса «Тётка Чарлея»
2017 — К.Молчанов опера "Зори здесь тихие" по повести Б.Васильева "А зори здесь тихие",спектакль-дипломант 9 Международного Молодежного Театрального Фестиваля "Апарт" (Санкт-Петербург,2017)
2018 — "Тихий Дон. Этюды" по роману М.Шолохова "Тихий Дон"
2019 — "Бальзаминов...Эскизы" по пьесам А.Н.Островского  «Праздничный сон — до обеда», «Свои собаки грызутся, чужая не приставай»,
«Женитьба Бальзаминова»
2022 — И. А. Крылов "Урок дочкам" 
2023 — А.М. Володин "Две стрелы" Спектакль -лауреат 3 степени XIII Международного конкурса-фестиваля "Театральные ассамблеи"(Балашиха,2024), обладатель Гран-при Международного конкурса-фестиваля "На Олимпе"( Москва,2024)
2025 — Д.Т.Ленский, Н.М.Поляков- водевиль «Лев Гурыч Синичкин» Спектакль-дипломант 2 степени XIV Международного конкурса-фестиваля "Театральные ассамблеи"(Балашиха,2025)
Антреприза:
2019, 2022 — И.Штраус "Летучая мышь"
2022 — И.Кальман "Сильва", премьера 13 ноября 2022 г.
2023 — И.Штраус Новые "Сказки Венского леса" ,премьера 24 сентября 2023.
2024 — Г.Канчели, А.Цагарели «Ханума», премьера 6 марта 2024
2024 — И.Кальман "Мистер Икс", премьера 4 декабря 2024
Театры:
2022 — Хабаровский краевой музыкальный театр (И.Кальман "Графиня Марица" — режиссер-постановщик и автор сценической редакции), премьера 9 октября 2022 г.
2024 — "Журчат ручьи" концерт-спектакль Посвящение Любови Орловой. Премьера состоялась 17 мая в БЗК им. П.И.Чайковского (авторы пьесы и режиссеры- П.Борисенко и О.Судзиловская). Второй спектакль прошел 4 сентября в Гостином Дворе в рамках Форума- Фестиваля " Территория будущего. Москва 2030"
2024 — Ивановский музыкальный театр -мировая премьера семейного мюзикла «Остров сокровищ» по мотивам романа Р.Л.Стивенсона (Композиторы- К.Острецов, А.Колесников, либретто- Л.Острецов, А.Немировский, сценическая редакция и постановка П.Борисенко). Премьера состоялась 1,2 июня
2024 — Смоленская Областная Филармония - музыкальный спектакль " На балу у князя Орловского" по мотивам оперетты И.Штрауса "Летучая мышь" с участием солистов Филармонии и Смоленского русского народного оркестра им.В.П.Дубровского (худ.рук. и гл.дирижер- засл.деят.искусств АР Крым И.А.Каждан). Генеральная репетиция прошла 30 декабря. Премьера состоялась 31 декабря 2024 года. Автор сценической редакции, режиссёр-постановщик и исполнитель роли Генриха Айзенштайна-Петр Борисенко
2025 — Московский Государственный Академический театр оперетты - Вечер памяти народной артистки России Лилии Амарфий " Спасибо,жизнь..." (автор концепции вечера, режиссёр-постановщик и ведущий-П.Борисенко)

#### Мероприятия
2024 — Гала -концерт II Фестиваля творческих традиций "Семья семей" Территории культуры РОСАТОМа, проходил 1 июля в павильоне АТОМ ВДНХ               (П.Борисенко- автор сценария, режиссер-постановщик и член отборочного жюри 2 тура)

## Конкурсы и награды
- 2010 — Лауреат специальной премии жюри IX Международного конкурса артистов оперетты им. Ф.Легара (Комарно, Словакия, 9.05.2010)
- 2010 — Лауреат Гран-При и Приза зрительский симпатий III Международного конкурса молодых артистов оперетты Г. Васильева «Опереттаland» (Москва, 1.11.2010)[3][119]
- 2012 — Благодарность Министра культуры Камчатского края С. В. Айгистовой «За большой вклад в развитие театрального искусства Камчатского края и популяризацию межрегиональных отношений в сфере культуры»
- 2013 — Благодарность Министра Культуры Российской Федерации В. Р. Мединского «За высокие достижения в области театрального искусства» (Приказ № 158-вн от 18.04.2013)
- 2017 — Благодарность Руководителя Департамента культуры г. Москвы А. В. Кибовского «За активное участие в культурной жизни г. Москвы» (Приказ от 2 августа 2017 года № 574/ОД)
- 2018 — Благодарность Мэра Москвы С. С. Собянина «За плодотворную работу в области культуры в городе Москве» (Распоряжение от 27 февраля 2018 года № 131-РМ)[120]
- 2019 — Благодарность Президента Российской Федерации В. В. Путина (12 ноября 2019 года) — за заслуги в развитии отечественной культуры и искусства, многолетнюю плодотворную деятельность[121]
- 2021 — Заслуженный артист России[122]